# Sandry Roberto
Sandry Roberto Santos Goes, mais conhecido como Sandry Roberto ou Sandry (Itabuna, 30 de agosto de 2002), é um futebolista brasileiro que atua como volante. Atualmente, joga pelo Athletic, emprestado pelo Santos.

## Carreira

### Santos
Sandry ingressou nas categorias de base do Santos em 2013 aos dez anos. Em 2018, com apenas 15 anos, apareceu com o time sub-20 na Copa São Paulo de Futebol Júnior.
Após se destacar nas bases do Santos, foi chamado para o time principal pelo técnico Jorge Sampaoli. Sandry fez sua estreia com a camisa alvinegra em 31 de janeiro de 2019, entrando como um substituto tardio para o artilheiro Derlis González em uma vitória fora de casa por 4 a 1 no Paulistão de 2019 contra o Bragantino. Em 5 de agosto, após longas negociações, ele assinou um contrato profissional com o clube até julho de 2022.
Sandry fez sua estreia na Série A em 8 de dezembro de 2019, substituindo Carlos Sánchez no final de uma goleada em casa por 4 a 0 sobre o Flamengo.
Ele fez sua estreia na Copa Libertadores da América no dia 20 de outubro de 2020, substituindo Jobson em uma vitória em casa por 2 a 1 contra o Defensa y Justicia.
Em abril de 2021, realizou cirurgia no ligamento cruzado anterior (LCA) do joelho. Em junho do mesmo ano, assinou um novo acordo, válido até o dia 31 de maio de 2026.
Em fevereiro de 2023, na vitória sobre a Portuguesa, pelo Campeonato Paulista, o jogador recebeu uma cotovelada de Marzagão no rosto e sofreu um corte profundo, onde teve fraturas constatadas no nariz e no maxilar e precisou passar por uma cirurgia. Em agosto de 2023, sofreu ruptura no ligamento cruzado anterior do joelho esquerdo em treino do Santos e passou por cirurgia.
Em 8 de junho de 2024, voltou aos gramados e atuou por cerca de 15 minutos na derrota do Santos para o Novorizontino por 3 a 1 em jogo válido pela nona rodada da Série B. Ao final da temporada, seria campeão desta competição.

### Athletic
Em 10 de março de 2025, o Athletic Club anunciou Sandry por empréstimo.

## Carreira internacional
Durante a temporada de 2017, Sandry participou regularmente no sub-15 do Brasil.
Em 20 de setembro de 2019, ele foi incluído na lista de 21 jogadores de Guilherme Dalla Déa para a Copa do Mundo FIFA Sub-17 de 2019, principalmente como substituto, já que sua equipe ergueu o troféu pela quarta vez.

## Vida pessoal
O Pai de Sandry, Nenenzinho, também era futebolista e atuava como meio-campista.

## Estatísticas
Atualizado até 21 de julho de 2022.

### Clubes
| Equipe            | Temporada         | Campeonato nacional | Campeonato nacional | Campeonato nacional | Copa nacional[a] | Copa nacional[a] | Copa nacional[a] | Competições continentais[b] | Competições continentais[b] | Competições continentais[b] | Outros torneios[c] | Outros torneios[c] | Outros torneios[c] | Total | Total | Total   |
| Equipe            | Temporada         | Jogos               | Gols                | Assist.             | Jogos            | Gols             | Assist.          | Jogos                       | Gols                        | Assist.                     | Jogos              | Gols               | Assist.            | Jogos | Gols  | Assist. |
| ----------------- | ----------------- | ------------------- | ------------------- | ------------------- | ---------------- | ---------------- | ---------------- | --------------------------- | --------------------------- | --------------------------- | ------------------ | ------------------ | ------------------ | ----- | ----- | ------- |
| Santos            | 2019              | 1                   | 0                   | 0                   | 1                | 0                | 0                | 0                           | 0                           | 0                           | 1                  | 0                  | 0                  | 3     | 0     | 0       |
| Santos            | 2020              | 18                  | 0                   | 0                   | 2                | 0                | 0                | 7                           | 0                           | 0                           | 2                  | 0                  | 0                  | 29    | 0     | 0       |
| Santos            | 2021              | 4                   | 0                   | 0                   | 0                | 0                | 0                | 2                           | 0                           | 0                           | 2                  | 0                  | 0                  | 8     | 0     | 0       |
| Santos            | 2022              | 10                  | 0                   | 1                   | 5                | 0                | 0                | 5                           | 0                           | 1                           | 7                  | 0                  | 0                  | 27    | 0     | 2       |
| Santos            | Total             | 33                  | 0                   | 1                   | 8                | 0                | 0                | 14                          | 0                           | 1                           | 12                 | 0                  | 0                  | 67    | 0     | 2       |
| Total na carreira | Total na carreira | 33                  | 0                   | 1                   | 8                | 0                | 0                | 14                          | 0                           | 1                           | 12                 | 0                  | 0                  | 67    | 0     | 2       |

- a. ^ Jogos da Copa do Brasil
- b. ^ Jogos da Copa Libertadores da América e da Copa Sul-Americana
- c. ^ Jogos do Campeonato Paulista

## Títulos
Santos
- Campeonato Brasileiro - Série B: 2024

Brasil Sub-17
- Copa do Mundo FIFA Sub-17: 2019